# رویداد بزرگ اکسیژنی

پیدایش گاز اکسیژن در جو زمین. رنگ‌های سبز و قرمز نشانگر گمانه‌های کم و بیش بودن اکسیژن در هواکره و واحد زمان میلیارد سال پیش است.

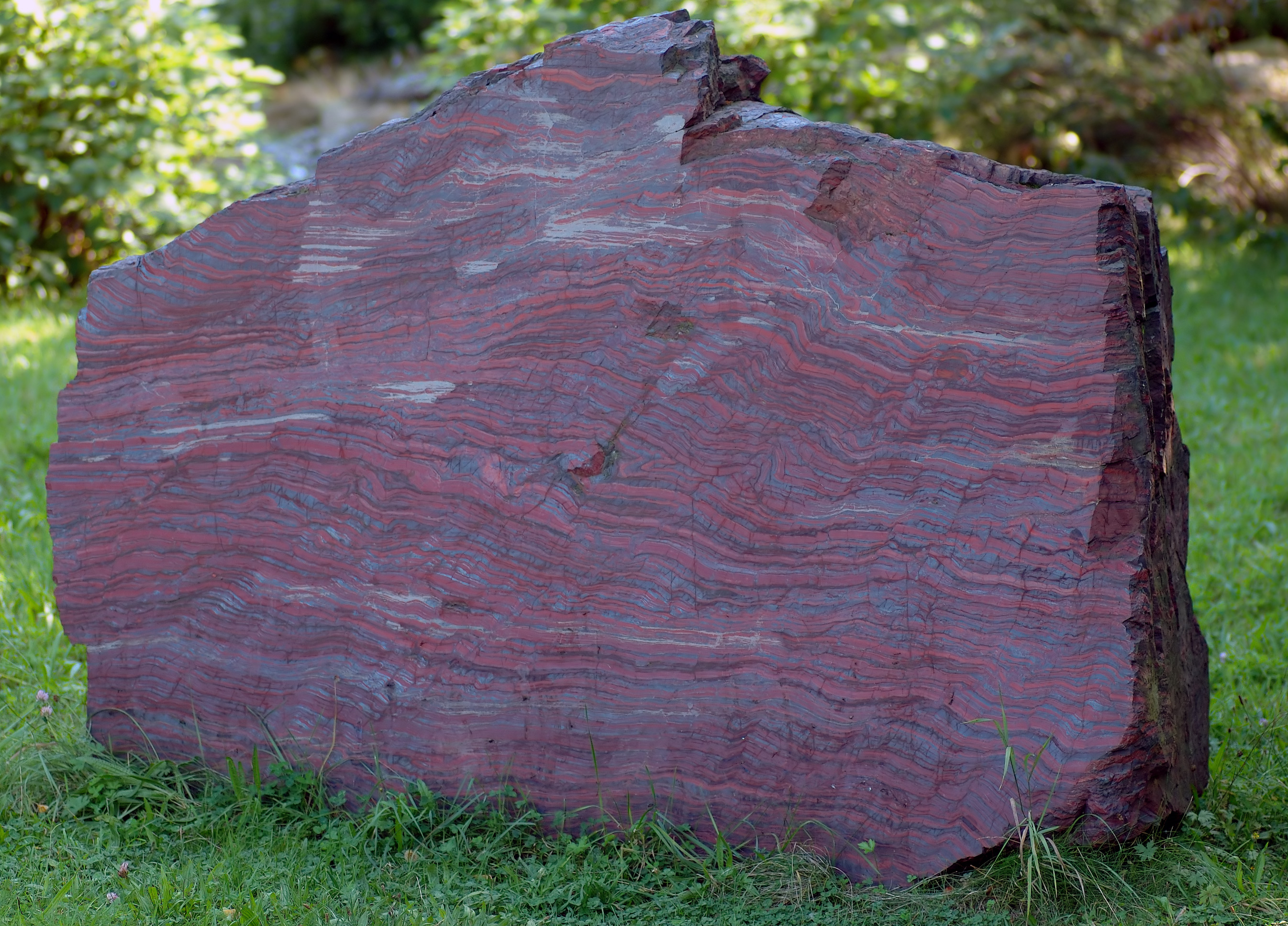
این تخته سنگ ۲۱۰۰ میلیون ساله که از سنگ رسوبی سیاه و رگه‌های آهن درست شده از سنگ‌های معادن آمریکای شمالی است و در موزهُ ملی زمین‌شناسی و معدن شهر درسدن آلمان نگهداری می‌شود. وزن این سنگ با ابعاد ۳×۲×۱ متر ۸٫۵ تن است.

رویداد بزرگ اکسیژنی (به انگلیسی: Great Oxygenation Event) یا انقلاب اکسیژنی (به انگلیسی: Oxygen Revolution) پدیدهٔ پیدایش گاز اکسیژن در جو زمین در اثر عوامل زیستی است. پژوهش‌های زمین‌شناسی، شیمیایی و ایزوتوپی، تاریخ این دگرگونی بزرگ را نزدیک به دو میلیارد و سیصد میلیون (۲٬۳۰۰ میلیون) سال پیش نشان می‌دهند.
در آن زمان از پیدایش سیانوباکترها حدود ۲۰۰ میلیون سال می‌گذشت و آن‌ها از راه فروغ آمایی یا فتوسنتز سرگرم آزاد سازی اکسیژن بودند ولی تا پیش از آغاز این رویداد بزرگ همهُ اکسیژن آزاد شده از راه مواد آلی و آهن محلول در محیط و شاید هم توسط هیدروژن موجود در هواکره دوباره جذب می‌شد.
اشباع این ظرفیت‌ها رفته رفته باعث ورود روزافزون و آغاز انباشته شدن اکسیژن در جو زمین و شروع این رویداد بزرگ شد.
اکسیژن می‌تواند برای اندامگان بی‌هوازی و بی‌هوازی اجباری مسموم‌کننده یا حتی کشنده باشد. این رویداد باعث محو بی‌هوازی‌ها شد و بنابراین از یک نگاه می‌توان گفت که سیانوباکترها مسوول یکی از بزرگ‌ترین انقراضها در تاریخ زمین بوده‌اند. از سوی دیگر، اکسیژن آزاد در هوا در برخورد با گاز متان که یک گاز گلخانه‌ای است باعث یخبندان هورونی شد که شاید بزرگ‌ترین یخبندان در تاریخ زمین باشد.
در نهایت این فسفرگیری اکسایشی و اندامگان هوازی بودند که با فرگشت خود و مصرف اکسیژن حالت تعادلی را که تا امروز ادامه دارد به وجود آوردند.
این پدیده افزون بر سایر پدیده‌های زیستی حیرت دوچندان دانشمندان در مورد پیدایش این سیاره خاکی را به همراه داشته است.

## شواهد از دیدگاه زمین‌شناسی

### شاخص‌های قاره‌ای
پالئوسول‌ها، دانه‌های دیتریتی و لایه‌های بستر سرخ، همه گواه وجود اکسیژن در سطحی پایین هستند. پالئوسول‌های قدیمی‌تر از ۲٫۴ میلیارد سال دارای غلظت آهن کمتری هستند که نشان‌دهندهٔ کمبود اکسیژن است.دانه‌های دتریتوس مسن‌تر از ۲٫۴ بیلیون نیز دارای ماده‌ای هستند که تنها در شرایط اکسیژن کم پایدار هستند
و بنابراین وجود آنها به‌عنوان کانی‌های آواری در رسوبات رودخانه‌ای و دلتایی به‌طور گسترده به عنوان شواهدی از یک جو بدون اکسیژن تفسیر می‌شود. در مقابل کانی‌های آواری حساس به ردوکس، بسترهای قرمز، ماسه‌سنگ‌های قرمز رنگ هستند که با هماتیت پوشیده شده‌اند. وجود تخت‌های قرمز نشان می‌دهد که اکسیژن کافی برای اکسید کردن آهن به حالت آهنی آن وجود دارد و نشان‌دهندهٔ تضاد مشخصی با ماسه‌سنگ‌های رسوب‌شده در شرایط بدون اکسیژن است که اغلب به رنگ‌های بژ، سفید، خاکستری یا سبز هستند.